# José Ramón Tiller Fibla
José Ramón Tiller Fibla (Benicarló, 13 d'agost de 1954) és un polític valencià, diputada a les Corts Valencianes en la III Legislatura.

## Biografia
Llicenciat en Ciències de la Informació per la Universitat Autònoma de Barcelona, és diplomat en Comunicació Empresarial i Institucional per la Universitat Jaume I de Castelló.
El 1983 fou redactor de Diario Barcelona i redactor en cap de Ràdio Nova de Vinaròs. Treballà com a cap de premsa de la Diputació de Castelló de 1983 a 1987 i cap de gabinet de l'alcalde de Benicarló de 1988 a 1991. A les eleccions generals espanyoles de 1989 fou candidat al Senat d'Espanya pel PSPV-PSOE per la província de Castelló, però no resultà escollit. Fou elegit diputat a les eleccions a les Corts Valencianes de 1991, i ha estat vocal de la Comissió de Control de l'Actuació de la RTVV i Societats que en depenen.
Posteriorment ha estat professor de Teoria de la Comunicació i la Informació en la Universitat Politècnica de València, assessor de comunicació de la Unió Europea en el Parlament de l'Uruguai, i soci o director d'empreses publicitàries com CrespoGomar, Opino Media SL, Ferrer & Llopis Consultores SL o Tiller&Wijtzes Consulting SL